# Passage Charles-Albert
Le passage Charles-Albert est une voie du 18e arrondissement de Paris, en France.

## Situation et accès
Le passage Charles-Albert est situé dans le 18e arrondissement de Paris. Il débute au 70, rue Leibniz et se termine au 2, rue Jules-Cloquet.
Il est situé dans le quartier de la Moskova, du nom d'une bataille napoléonienne.

## Origine du nom

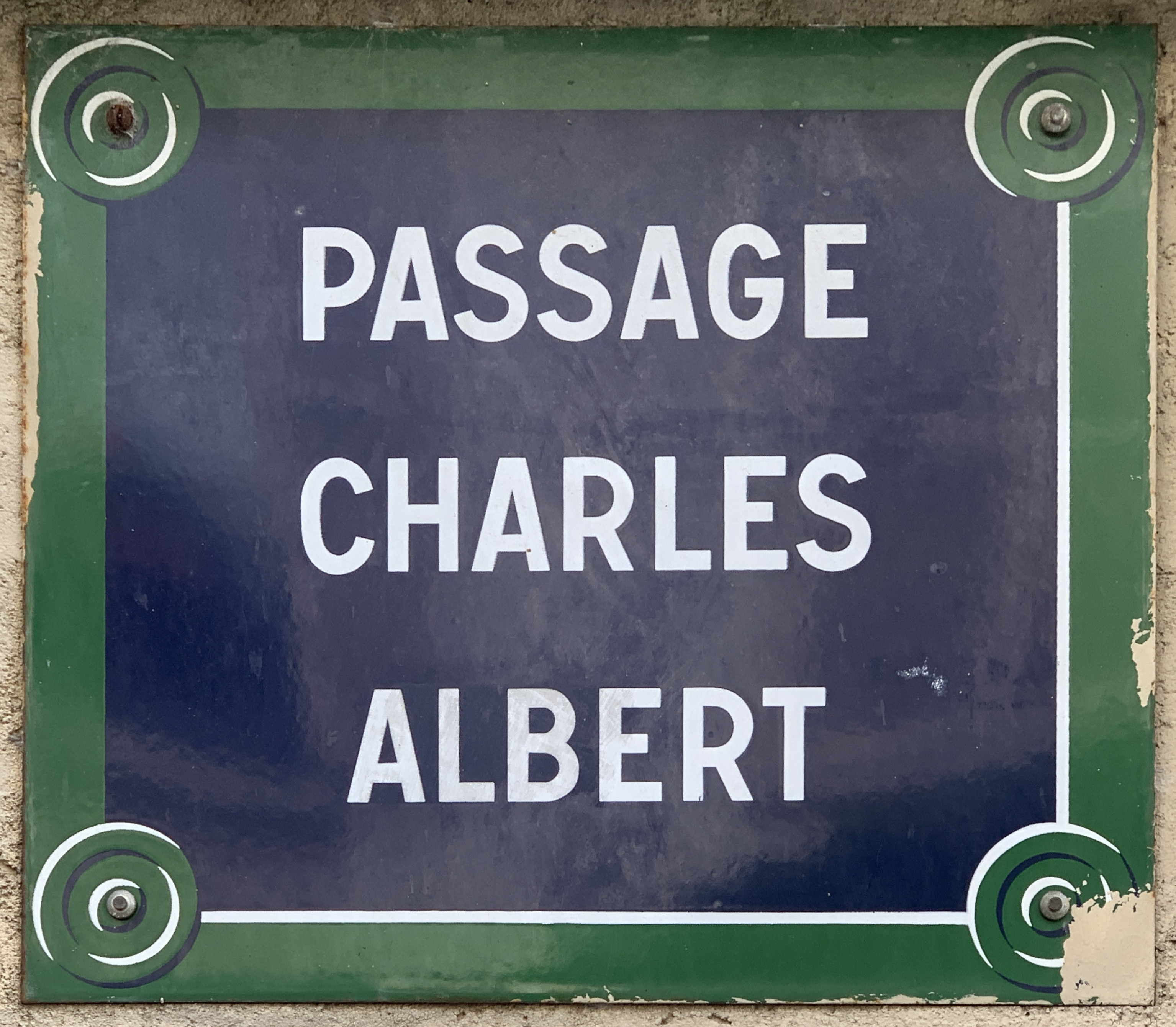
Plaque du passage.

Cette voie est nommée d'après M. Charles Albert Frossart, le propriétaire des terrains sur lesquels elle a été ouverte en 1857.
Fils de Charles Auguste Frossard, Charles-Albert Frossard (1840-1901) était inspecteur général des Ponts et Chaussées et directeur des travaux hydrauliques et bâtiments civils du port militaire de Cherbourg. Il était officier de la Légion d'honneur.

## Historique
Zone rurale aux terrains instables, marquée par l'exploitation des carrières à ciel ouvert, le quartier est morcelé vers 1850 et exploité par des maraîchers et des vignerons. Des rues étroites, impasses et autres passages sont au fil du temps aménagés, le long desquels sont érigées de petites maisons, des ateliers et des logements populaires. La plupart des pavillons qui bordent cette voie ont été construits dans la seconde moitié du XIXe siècle. Exigus, les bâtiments finissent par devenir délabrés, si bien que les autorités déclarent l'insalubrité en 1938. Il est cependant réhabilité dans les années 1970-1990. 
Cette voie est ouverte à la circulation publique par un arrêté du 23 juin 1959.
Le criminel Jacques Mesrine y trouva refuge en 1978, après s'être évadé de la prison de la Santé.